# 康茂德
康莫德斯，全名魯基烏斯·奧雷里烏斯·柯莫杜斯·安東尼努斯（Lucius Aurelius Commodus Antoninus，（161年8月31日—192年12月31日），其名字又譯為柯摩達、科莫德斯、高摩達、柯姆德斯、康莫都斯、康莫德斯、科莫都斯等），是公元二世紀末的羅馬帝國皇帝，於180年—192年在位，是安敦尼王朝的末代皇帝，也是唯一一位與前任皇帝有血緣關係的皇帝。
康莫德斯雖然是「五賢帝」之一的奧理略的親生兒子，但他執政的十二年期間普遍不得元老院與一般人民的喜愛，同時代的史學家卡西烏斯·狄奧將其視為暴君，並結束了過去帝國五賢君時代的繁華。而在康莫德斯遇刺身亡後，羅馬帝國便陷入了一連串混亂的內戰之中。

## 早年
康茂德在161年出生於羅馬附近的拉魯維烏姆（今拉努維奧），該年正是其父親奧理略成為皇帝的時間。因此康茂德從小就在皇宮中長大。康茂德原有兩個雙胞胎兄長，但他們相繼早夭死去，因此體格健壯的康茂德就成了奧理略唯一的獨生子。康茂德在五歲之齡便列名為凱撒，十六歲受封為統帥，十七歲便得到與父親相同的稱號奧古斯都，成為帝國的共治者。奧理略極力栽培自己的兒子，為其招聘名師，並帶著他一起參與日耳曼戰爭以增加兒子在軍中的威望。

## 稱帝
180年3月，奧理略在日耳曼前線病逝，20歲的康茂德在前線成為帝國唯一的皇帝。在他上任之後，立刻改變父親堅持日耳曼戰爭的想法，放棄將波希米亞併入帝國行省的方針。他決定與敵人和談，訂立對敵方寬大的停戰和約後，率領軍隊回到羅馬城。從此，康茂德未曾再發動大規模的對外戰爭。
182年，康茂德在劇院險些受到刺客的暗殺。康茂德逮捕刺客並加以嚴刑拷問之後，發現暗亂行動之後的主謀竟然是自己的同胞親姊姊露西拉。露西拉大康茂德約十歲，她原本在父親在世時便擁有「奧古斯塔（皇后）」的稱號，但此時康茂德的妻子布魯提雅·克里斯皮娜有懷孕的傳言，露西拉出於嫉妒，便打算暗殺自己的弟弟。事敗之後，幾位牽連的元老院議員遭到處決，而露西拉本人則流放到卡普里島，幾年之後也被康茂德下令處決。
康茂德自此之後便對皇帝的執政工作倦怠，並且時時懷疑帝國的上層階級對他發動陰謀暗殺。他讓近衛軍長官幫他處理政務，自己則耽溺在狩獵遊憩，並對角鬥活動相當熱衷。
由於康茂德的怠政，使得他對帝國政界的情勢認識不清，造成他受到寢宮侍從的讒言操弄。在他統治期間的前五年，近衛軍長官塞克圖斯·蒂吉迪烏斯·佩倫尼斯仍能掌控帝國的和平局面。184年，不列顛因為鎮壓當地的起義而發生軍團叛變，部隊擁立長官普里斯克庫斯為他們新皇帝。佩倫尼斯排除徵發軍隊渡海遠征的意見，順利平息這場騷動。寢宮侍從長馬庫斯·奧里利烏斯·克里安德覬覦權位，讓康茂德懷疑佩倫尼斯的忠誠，便下令殺死佩倫尼斯。
克里安德終於在佩倫尼斯死後，接任近衛軍長官的職位。他上任之後，獨攬中央權力，並大肆出售官職以飽其私囊，甚至出現一年中有25位執政官的怪現象。190年6月，由於克里安德擅自挪用免費發放給公民的小麥到市場販賣，造成首都的糧食短缺，引發人民上街抗議。康茂德眼見情勢難以平緩，便將克里安德交給憤怒的群眾，並下令處死克里安德。
克里安德死後，康茂德依然未改變他的執政與用人方針，並且敵視元老院，動輒以陰謀逮捕帝國高層人員，未經審判即加以處死。他還宣稱自己為海格力斯神的兒子，並時常親自下到競技場與角鬥士或野獸搏鬥。相對地，元老院與近衛軍領袖也因此不斷地計劃謀殺，雙方的關係形同水火。
192年的最後一天，由康茂德的情婦瑪琪亞、近衛軍長官昆圖斯·埃米琉斯·萊圖斯計劃，在康茂德從競技場回宮洗浴時，由角鬥士納爾奇蘇斯將他勒死在浴場。隔天（193年1月1日），萊圖斯推舉佩蒂奈克斯擔任新的皇帝，元老院通過決議承認佩蒂奈克斯的地位，並同時抹煞康茂德在位期間的一切记录。

## 評價
由於康茂德繼承了五賢帝時期羅馬帝國最繁盛的時期，因此他本人的倒行逆施便格外引起史學家的一片撻伐。三世紀的古典作家迪歐將他視為暴君之後，歷來的史學家對康茂德的評價都不高；英國史家爱德華·吉本更在他的名著《羅馬帝國衰亡史》中，將康茂德定位為造成國家衰亡的第一人。在康茂德死後，帝國便陷入了群雄的混戰之中；並且羅馬帝國傳統的共和統治外衣再也不復存在，軍事力量興起，皇權與帝國蠻族化的情況已經無法避免。

## 相關影视作品
1964年的電影《羅馬帝國淪亡錄》與2000年上映的《帝國驕雄》都是描述他執政時期的電影。
2016年，Netflix制作的系列節目《羅馬帝國：鲜血统治》講述了康茂德的生平往事。

## 参見
- 記錄抹煞